# Суарес (Каука)
Суарес (исп. Suárez) — город и муниципалитет на юго-западе Колумбии, на территории департамента Каука. Входит в состав Северной провинции.

## История
Поселение, из которого позднее вырос город, было основано 29 июля 1823 года. Муниципалитет Суарес был выделен в отдельную административную единицу в 1989 году.

## Географическое положение

Муниципалитет Суарес

Город расположен в северной части департамента, на склонах Западной Кордильеры, на левом берегу реки Кауки, на расстоянии приблизительно 55 километров к северо-северо-западу (NNW) от города Попаян, административного центра департамента. Абсолютная высота — 1075 метров над уровнем моря.
Муниципалитет Суарес граничит на севере и востоке с территорией муниципалитета Буэнос-Айрес, на юге и юго-западе — с муниципалитетом Моралес, на северо-западе — с муниципалитетом Лопес-де-Микай. Площадь муниципалитета составляет 389,87 км².

## Население
По данным Национального административного департамента статистики Колумбии, совокупная численность населения города и муниципалитета в 2015 году составляла 18 656 человек.
Динамика численности населения муниципалитета по годам:
| 2005   | 2006   | 2007   | 2008   | 2009   | 2010   | 2011   | 2012   | 2013   | 2014   | 2015   |
| ------ | ------ | ------ | ------ | ------ | ------ | ------ | ------ | ------ | ------ | ------ |
| 19 244 | 19 177 | 19 101 | 19 026 | 18 965 | 18 901 | 18 860 | 18 809 | 18 754 | 18 715 | 18 656 |

Согласно данным переписи 2005 года мужчины составляли 52,1 % от населения Суареса, женщины — соответственно 47,9 %. В расовом отношении негры, мулаты и райсальцы составляли 58,2 % от населения города; индейцы — 21,2 %; белые и метисы — 20,6 %.
Уровень грамотности среди всего населения составлял 81,6 %.

## Экономика
Основу экономики Суареса составляют добыча полезных ископаемых и сельское хозяйство.
74,6 % от общего числа городских и муниципальных предприятий составляют предприятия торговой сферы, 14,2 % — предприятия сферы обслуживания, 7,5 % — промышленные предприятия, 3,7 % — предприятия иных отраслей экономики.